# Lluís XVIII de França
Lluís XVIII de França (Palau de Versalles, 17 de novembre de 1755 - París, 16 de setembre de 1824), fou rei de França i Navarra, titular entre 1795 i 1814, i efectiu des de 1814 fins a 1824, llevat del breu període conegut com el Govern dels cent dies (20 de març- 8 de juliol de 1815) en què, momentàniament, Napoleó recuperà el poder. Fou també Co-Príncep d'Andorra (1814-15 i 1815-24).

## Joventut
Lluís Estanislau Xavier de Borbó nasqué el 17 de novembre de 1755 al palau de Versalles. Els seus pares eren el Delfí Lluís, l'únic fill de Lluís XV, i la princesa Maria Josepa de Saxònia, segona esposa del Delfí de França i filla d'August III de Polònia, príncep de Saxònia i rei Polònia.
Quan nasqué va rebre el títol de Comte de Provença, pero després que el seu germà fos coronat fou generalment conegut com a «Monsieur», el títol normal aplicat al germà del rei. A la mort dels seus dos germans grans i la coronació del seu germà Lluís XVI de França el 1774, esdevingué el presumpte hereu a la corona, condició que va perdre en néixer els fills mascles de Lluís XVI: Lluís Josep (1781-1789) i Lluís Carles (1785-1795).
El 14 de maig de 1771, Lluís Estanislau va casar-se amb Maria Josefina Lluïsa de Savoia, princesa de Sardenya i del Piemont (1753-1810), filla del rei Víctor Amadeu III de Sardenya i de Maria Antonieta de Borbó, infanta d'Espanya en tant que filla de Felip V i d'Isabel Farnese. Maria Josefina va patir dos avortaments el 1774 i el 1781, i la parella no va tenir descendència.

## Revolució Francesa

### Conjura de Favras
Durant els esdeveniments que van dur a l'esclat de la Revolució Francesa, el comte de Provença va adoptar inicialment una línia liberal moderada, en oposició al seu germà, però el creixent radicalisme de la Revolució va fer que se'n distanciés aviat; així, el 1789 va ordir un cop contrarevolucionari, per finançar el qual va encarregar per mitjà del seu intermediari, el Comte de la Châtre, al Marquès de Favras sol·licitar un préstec de dos milions de francs als banquers Schaumel i Sartorius. Tanmateix, Favras va confiar en uns oficials que després el traïren.
Segons un pamflet que va circular per París el 23 de desembre de 1789, Favras havia rebut l'encàrrec del comte de Provença d'organitzar un complot en què Lluís XVI, Maria Antonieta i els seus fills serien rescatats del Palau de les Teuleries i ajudats a fugir de França; aleshores, el comte de Provença es proclamaria regent, amb poder absolut sobre el regne. Simultàniament, uns trenta mil soldats posarien setge a París i s'aprofitaria l'ambient de confusió creat per assassinar importants dirigents liberals com ara Jacques Necker, Jean Sylvain Bailly i La Fayette; a més, els soldats del comte de Provença mantindrien el setge de París fins que la ciutat es rendís per fam.
A conseqüència de la difusió d'aquest pamflet, Favras i la seva muller foren detinguts i empresonats. Terroritzat per les conseqüències de l'arrest de Favras, el comte de Provença va condemnar públicament el complot en un discurs pronunciat a la Comuna de París i en una carta adreçada a l'Assemblea Constituent. Favras acabà sent executat el febrer de 1790.

### L'exili
Simultàniament a l'episodi de la Fugida a Varennes (20-21 de juny de 1791), el comte de Provença va sortir de França. Després de l'execució de Lluís XVI (21 de gener de 1793), es proclamà regent en nom del seu nebot, Lluís XVII, empresonat a París a la torre del Temple pels revolucionaris. Finalment, després que, el 8 de juny de 1795, es difongués la notícia de la mort de Lluís XVII al Temple, es proclamà rei de França adoptant el nom de Lluís XVIII, malgrat que es feu córrer el rumor que, poc abans de la seva mort, Lluís XVI havia lliurat al seu advocat Malesherbes un document en què, acusant el comte de Provença d'haver traït la corona mogut per la seva ambició, el desposseïa dels seus drets successoris.
El 1794, a Verona, ciutat aleshores dominada per la República de Venècia, on havia establert la seva cort a l'exili, Lluís XVIII va publicar una declaració, escrita en part per Louis-Alexandre de Launay, comte d'Antraigues, en la qual anunciava el rebuig a tots els canvis produïts a França des del 1789, cosa que anul·lava els projectes dels revolucionaris moderats de restaurar la monarquia però sota una constitució limitada que pogués mantenir bona part dels canvis assolits durant la Revolució. Això motivaria la famosa frase «els Borbons exiliats no havien après res i no havien oblidat res».
Pressionats per les autoritats del Directori, els venecians expulsaren Lluís XVIII del seu territori el 1796. Aleshores, el pretendent al tron francès va residir un temps a Rússia, fins que s'establí a Anglaterra.
Durant el Consolat, Lluís XVIII va oferir a Napoleó la renúncia a la declaració de Verona, el perdó dels regicides, la concessió de títols de noblesa a la família Bonaparte i mantenir els canvis esdevinguts després de 1789; ara bé, Napoleó va rebutjar la restauració monàrquica, en què ell hauria pogut ser el veritable home fort del règim. El 1804, Napoleó es coronà emperador dels francesos, i mentre les seves tropes van ser victorioses a Europa, el retorn dels Borbó a França resultava impossible.

## Regnat

### Primer regnat

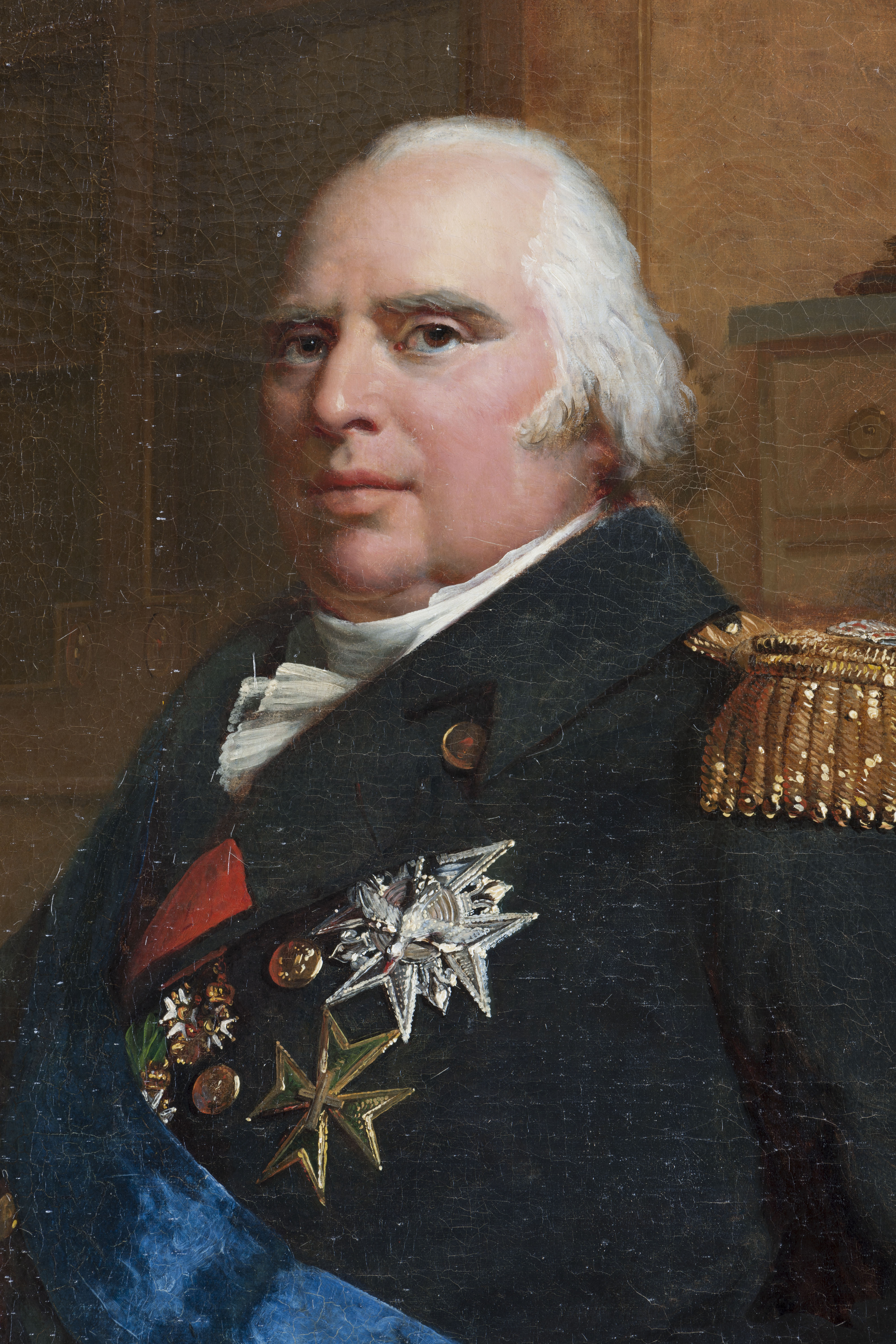
Lluís XVIII al seu estudi del Palau de les Teuleries.

El 31 de març de 1814, París és ocupada per les tropes aliades de la sisena Coalició, i l'11 d'abril Napoleó Bonaparte és exiliat a l'illa d'Elba pel Tractat de Fontainebleau (1814). Lluís XVIII va poder aconseguir el tron poc després pel Tractat de París amb el suport de l'antic ministre d'afers exteriors de Napoleó Talleyrand, el qual, però, va obligar-lo a establir una constitució escrita, dita la Carta Atorgada, on garantís l'existència d'un parlament bicameral amb una cambra alta en part hereditària i en part nomenada pel rei (Cambra dels Pars), creada segons el model de la Cambra dels Lords britànica, i una cambra baixa dita Cambra de Diputats, elegida mitjançant un sufragi censatari. També va permetre una llibertat d'expressió més gran que la que havia permès Napoleó.
Tanmateix, els esforços de Lluís XVIII per a revertir els resultats de la Revolució Francesa el van fer impopular, sobretot després que el seu favorit, el reialista intransigent Pierre Louis Jean Casimir de Blacas, assolís una posició dominant al Consell Reial, esdevenint una mena de primer ministre; Blacas era rebutjat per la seva política d'afavorir persones lligades a l'Antic Règim.

### El nou exili
El 26 de febrer de 1815, Napoleó va aconseguir fugir de l'illa d'Elba, i l'1 de març desembarcà a Antibes amb una força de sis-cents homes. Excepte a Provença, on dominaven els reialistes, Bonaparte va rebre una entusiàstica benvinguda, prova de l'atractiu de la seva personalitat i del rebuig i de la indiferència que inspirava Lluís XVIII; a tot arreu, les unitats de l'exèrcit desertaven i es posaven a les ordres de l'emperador, tal com ho feren a Valença les tropes que el duc d'Angulema havia enviat a lluitar contra Bonaparte; després d'haver-se rendit, el 9 d'abril de 1815, el duc va aconseguir el perdó de Napoleó. L'única oposició seriosa a Bonaparte vingué dels reialistes de la Vendée. Finalment, el 19 de març, Napoleó feu l'entrada triomfal a París, poc després que Lluís XVIII s'hagués exiliat a Gant (Flandes) en companyia de Blacas.
Sis dies abans de l'entrada de Napoleó a París, les potències del Congrés de Viena el declararen proscrit, i, el 17 de març, el Regne Unit, els Països Baixos, Rússia, l'Imperi austríac i Prússia formaren una coalició contra França. Com que els aliats rebutjaren les seves ofertes de pau i fracassaren els seus intents diplomàtics de separar Àustria de la coalició, Napoleó va haver d'anar a la guerra.
El 22 de juny de 1815, quatre dies després d'haver estat vençut a la batalla de Waterloo, Napoleó va abdicar; poc després, els aliats el capturaren i el deportaren a l'illa de Santa Helena, on va morir el 1821.

### Segon regnat

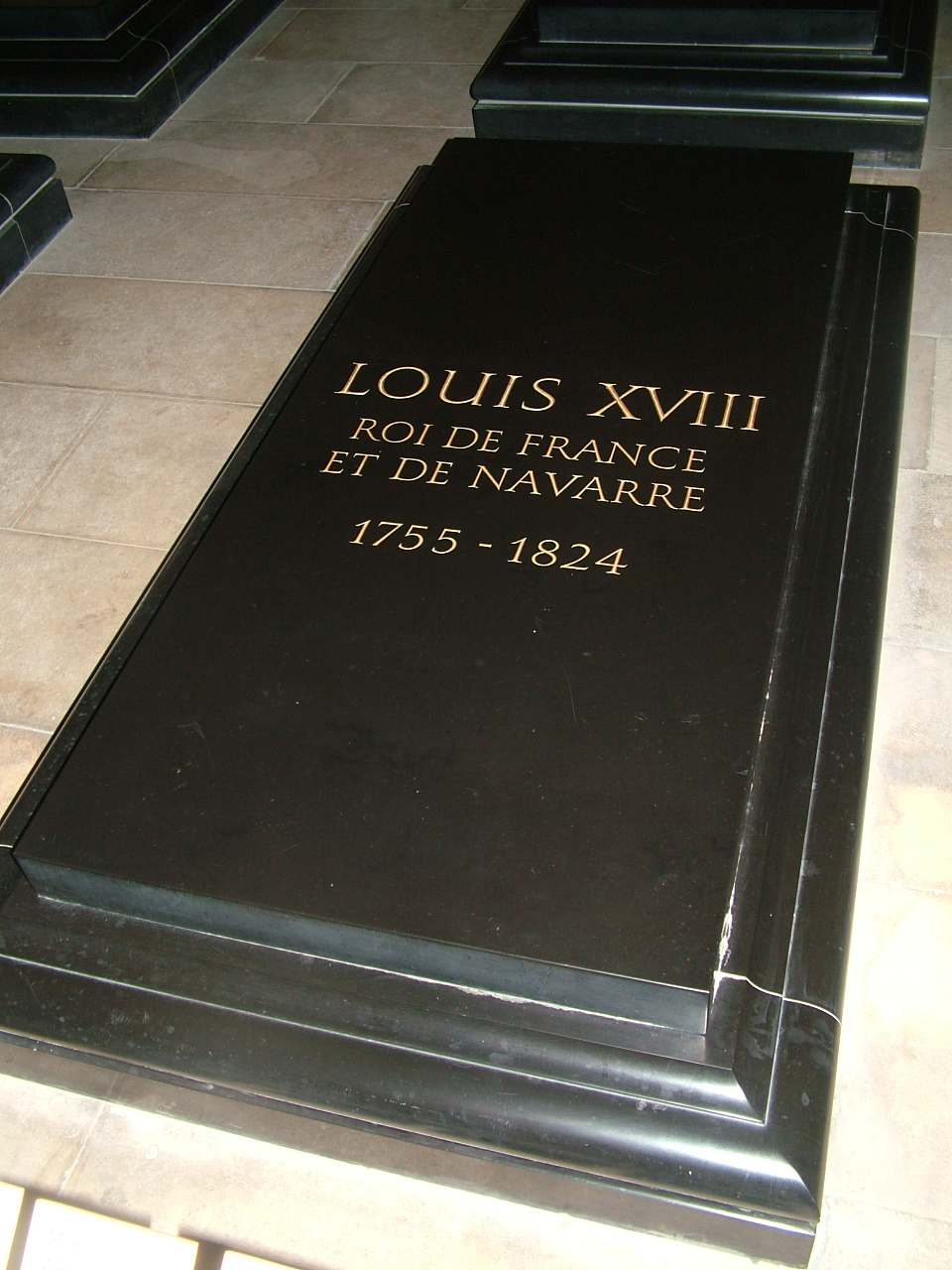
Tomba de Lluís XVIII a la basílica de Saint-Denis.

Després de la segona abdicació de Napoleó, Lluís XVIII fou restablert de nou al tron de França; aleshores, destituí Blacas, però, tot i així, no va poder evitar l'esclat del Terror Blanc, en què, sobretot al sud, els ultrareialistes assassinaven tots els que havien col·laborat en el retorn de Napoleó.
Un cop destituït Blacas, Lluís XVIII, confiant en ministres moderats com ara Talleyrand, el duc de Richelieu o Élie, comte Decazes, es va guiar per la cautela i la moderació per tal d'assegurar la continuïtat de la dinastia. El parlament escollit en 1815, dominat pels ultrareialistes, fou dissolt per Richelieu perquè era impossible treballar-hi, i la manipulació electoral permeté una Cambra més liberal el 1816, la qual va resultar tan díscola com l'anterior cambra ultrareialista; per això, vers 1820, el rei i Decazes miraven de manipular de nou el cens electoral per aconseguir l'elecció d'una cambra més conservadora.
Després que, el 14 de febrer de 1820, fos assassinat del duc de Berry, fill del comte d'Artois, germà del Rei, Lluís XVIII va destituir Decazes i, després d'haver tingut el duc de Richelieu com a primer ministre entre 1820 i 1821, va nomenar un govern presidit per l'ultrareialista comte de Villèle; malgrat tot, però, Lluís XVIII no va menar una política reaccionària i es mantingué en la línia de moderació dels temps de Decazes.
Lluís XVIII va morir el 16 de setembre de 1824, i fou enterrat a la Basílica de Saint-Denis. Com que no tenia fills, el seu germà, el comte d'Artois, el va succeir com a Carles X.
El 1817, Lluís XVIII va contractar els seveis de l'espia Domènec Badia i Leblich que ja havia col·laborat amb Carles IV d'Espanya sota el nom d'Ali Bei.